# Matt Bartkowski
Matthew Richard „Matt“ Bartkowski (* 4. Juni 1988 in Pittsburgh, Pennsylvania) ist ein ehemaliger US-amerikanischer Eishockeyspieler, der im Verlauf seiner aktiven Karriere zwischen 2008 und 2023 unter anderem 276 Spiele für die Boston Bruins, Vancouver Canucks, Calgary Flames und Minnesota Wild in der National Hockey League (NHL) auf der Position des Verteidigers bestritten hat.

## Karriere

### Jugend
Matt Bartkowski spielte in seiner Heimatstadt Mount Lebanon, einem Vorort von Pittsburgh, auf High-School-Niveau für die Mt. Lebanon High School Blue Devils und führte diese 2006 als Kapitän zur ersten Staatsmeisterschaft seit 30 Jahren. Im Anschluss verließ er seine Heimat und stand fortan im über 1000 Kilometer entfernten Lincoln für die Stars in der United States Hockey League auf dem Eis. Nach anfänglichen Schwierigkeiten im ersten Jahr erzielte er in der folgenden Saison 2007/08 41 Punkte in 60 Spielen, erreichte mit der Mannschaft das Halbfinale um den Clark Cup und wurde in das USHL First All-Star Team gewählt. Im anschließenden NHL Entry Draft 2008 wurde Bartkowski an 190. Position von den Florida Panthers ausgewählt. Ab Sommer 2008 besuchte er dann die Ohio State University und spielte für die Buckeyes in der Central Collegiate Hockey Association. Bereits in der ersten Spielzeit dort kam er auf 20 Punkte in 41 Spielen und wurde am Saisonende in das CCHA All-Rookie Team berufen.

### Boston Bruins

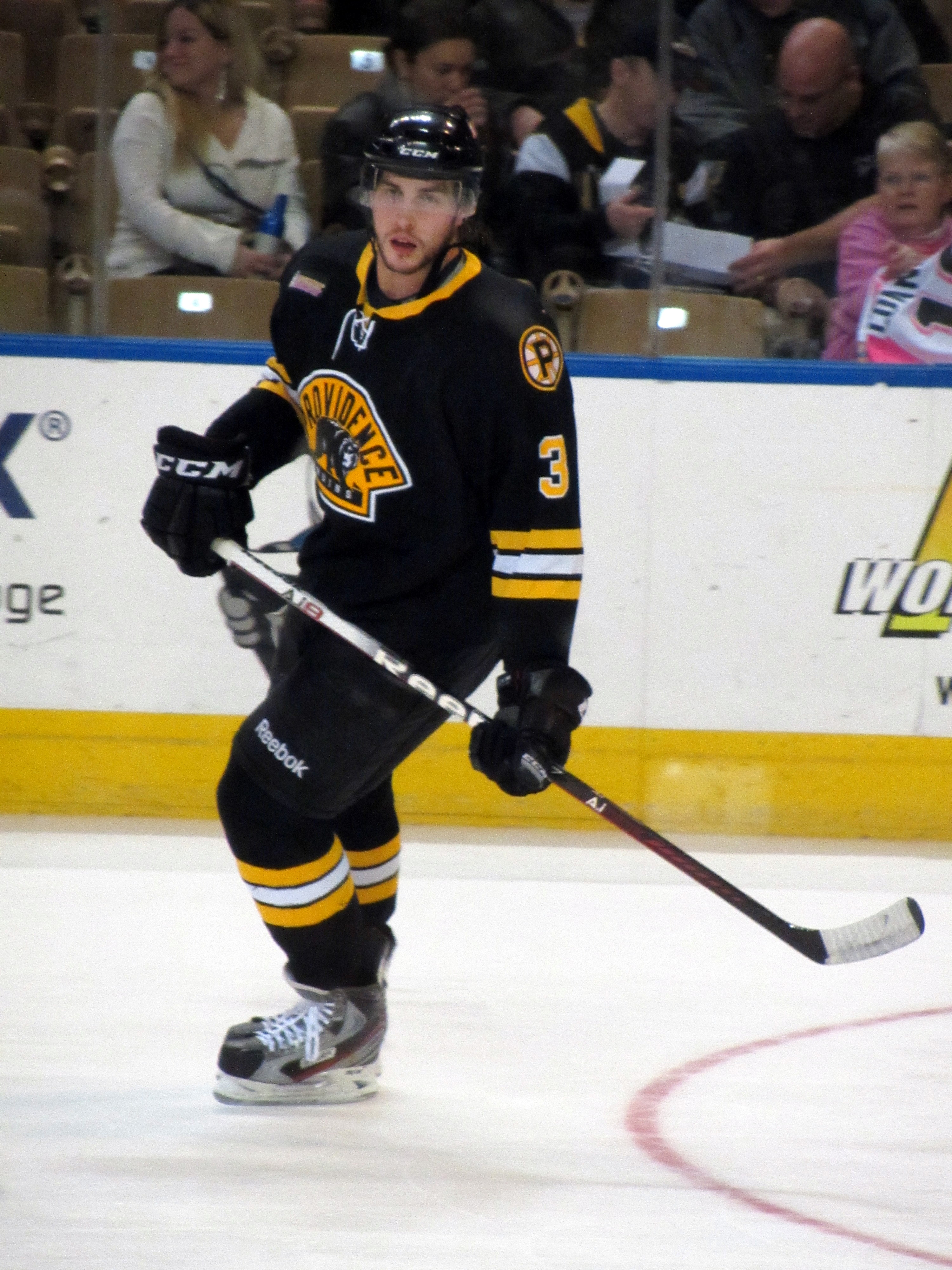
Bartkowski im Trikot der Providence Bruins (2012)

Noch bevor das folgende Sophomore-Jahr beendet war, transferierten ihn die Panthers im März 2010 gemeinsam mit Dennis Seidenberg zu den Boston Bruins und erhielten im Gegenzug Byron Bitz, Craig Weller sowie einen Zweirundendraftpick für den NHL Entry Draft 2010. Bereits im April gleichen Jahres unterzeichnete Bartkowski einen Entry Level Contract bei den Bruins, sodass er diesen ab sofort zur Verfügung stand und seine Zeit an der Ohio State vorüber war. Im Anschluss an die Vorbereitung zur Saison 2010/11 wurde der Verteidiger erwartungsgemäß an das AHL-Farmteam der Bruins, die Providence Bruins, abgegeben.
Bartkowski verbrachte einen Großteil der Saison 2010/11 in der AHL, bis er im Januar 2011 aufgrund der Verletzung von Mark Stuart erstmals in den NHL-Kader berufen wurde und am 10. Januar 2013 ausgerechnet gegen das Team aus seiner Heimat, die Pittsburgh Penguins, sein NHL-Debüt gab. Während der regulären Saison folgten weitere fünf Einsätze; zudem stand Bartkowski regelmäßig im Play-off-Kader der Bruins, die, ohne dass er jedoch Eiszeit bekam, den Stanley Cup gewannen. Diese Situation änderte sich während der gesamten Saison 2011/12 nicht, in der er hauptsächlich für die Providence Bruins und in nur drei Spielen in der NHL zum Einsatz kam. In der AHL kam er derweil auf 22 Punkte in 50 Spielen; musste jedoch zum Ende der Saison aufgrund einer Verletzung pausieren.
Auch in der Folgesaison stand Bartkowski überwiegend in der AHL auf dem Eis, konnte jedoch seine NHL-Einsätze auf elf erhöhen. Zudem nahm er mit den Boston Bruins erneut an den Stanley-Cup-Play-offs teil, kam hier jedoch erstmals zum Einsatz und erzielte so im zweiten Spiel des Conference-Viertelfinals gegen die Toronto Maple Leafs sein erstes NHL-Tor. Boston scheiterte erst im Finale um den Stanley Cup mit 2:4 an den Chicago Blackhawks. Seit der Spielzeit 2013/14 stand Bartkowski fest im NHL-Aufgebot und kam regelmäßig zum Einsatz.

### Vancouver Canucks, Calgary Flames und Minnesota Wild
Nachdem sein auslaufender Vertrag nach der Saison 2014/15 nicht verlängert worden war, schloss sich der Abwehrspieler im Juli 2015 als Free Agent den Vancouver Canucks an. Dort absolvierte er im Saisonverlauf 80 Partien, erhielt nach Ablauf des Vertrages aber erneut kein neues Angebot. Bartkowski trat daraufhin den Weg zurück in die AHL an, nachdem ein Probetraining bei den Ottawa Senators in der Saisonvorbereitung nicht erfolgreich gewesen war. Er verpflichtete sich im Oktober bei seinem Ex-Team, den Providence Bruins, wo er bis Mitte Februar 2017 34 Spiele bestritt. Da der US-Amerikaner zu diesem Zeitpunkt einen Probevertrag von den Calgary Flames aus der NHL angeboten bekam, lösten die Bruins seinen Vertrag schließlich auf und der Verteidiger wechselte nach Calgary. Dort wurde er am Tag darauf fest für eine Dauer von zwei Jahren verpflichtet. In der Spielzeit 2017/18 kam er allerdings nur unregelmäßig für die Flames zum Einsatz und beendete die Saison mit 18 absolvierten Einsätzen. In der Folge wurde sein auslaufender Vertrag nicht verlängert, sodass er im Juli 2018 einen Einjahresvertrag bei den Minnesota Wild unterzeichnete. Dieser wurde zweimal verlängert, bevor er die Organisation im Sommer 2021 verließ.

### Wechsel in die AHL
Im September 2021 wurde der Verteidiger zunächst auf Basis eines Probevertrags ins Trainingslager der Pittsburgh Penguins eingeladen und erhielt dadurch schließlich einen Jahresvertrag bei deren Farmteam, den Wilkes-Barre/Scranton Penguins. Ein Jahr später, nachdem er über den Sommer abermals keinen neuen Arbeitgeber gefunden hatte, wurde Bartkowski ins Trainingslager der New York Rangers eingeladen. Er erhielt dort jedoch keinen festen Vertrag und wurde erst Ende Oktober 2022 von den Rochester Americans mit einem AHL-Probevertrag ausgestattet, der Ende Dezember desselben Jahres schließlich in einen vollwertigen Vertrag umgewandelt wurde. Nach der Saison beendete der 35-Jährige seine aktive Karriere.

## Erfolge und Auszeichnungen
- 2008 USHL First All-Star Team
- 2009 CCHA All-Rookie Team

## Karrierestatistik

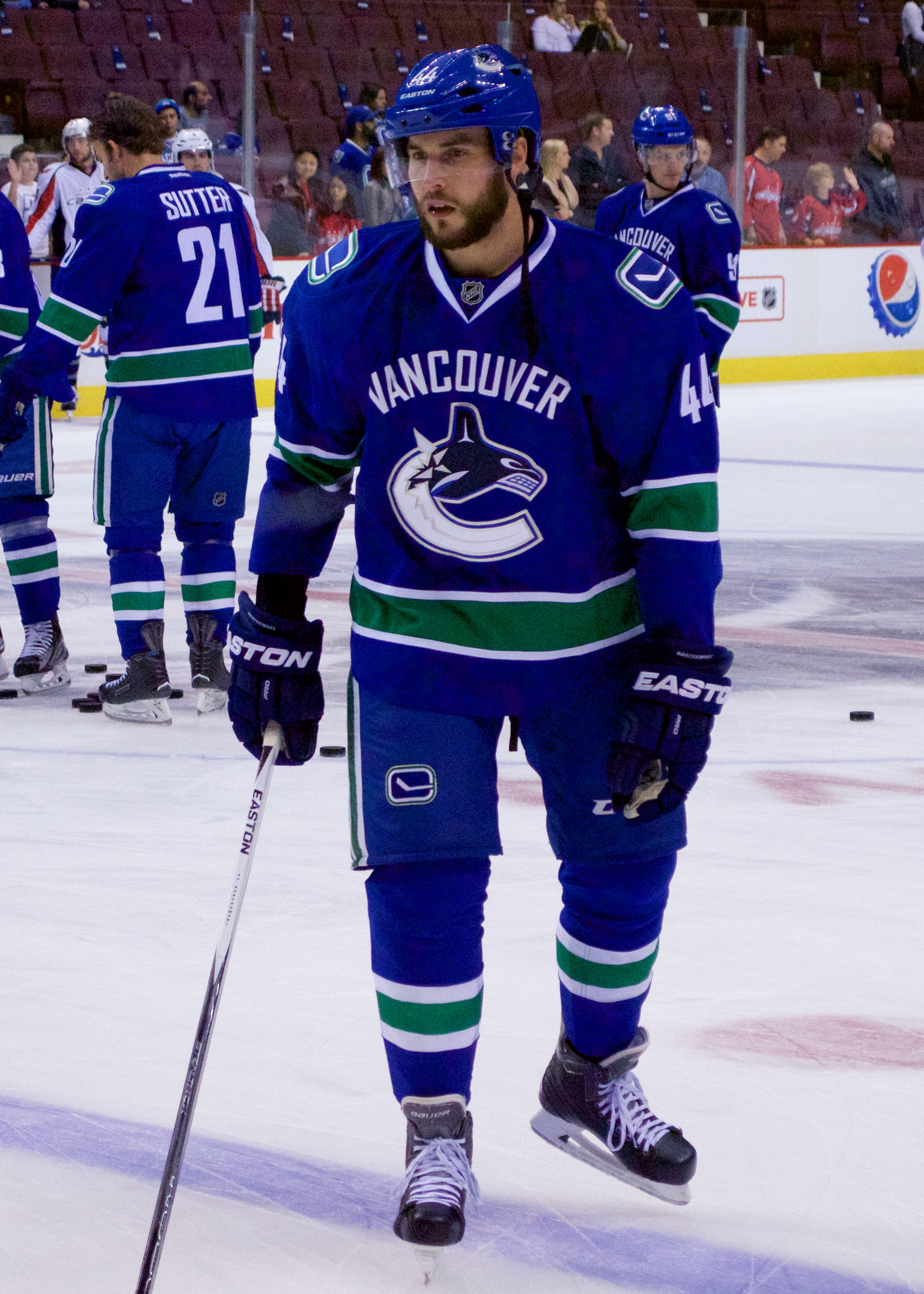
Bartkowski als Spieler der Vancouver Canucks (2015)

(Legende zur Spielerstatistik: Sp oder GP = absolvierte Spiele; T oder G = erzielte Tore; V oder A = erzielte Assists; Pkt oder Pts = erzielte Scorerpunkte; SM oder PIM = erhaltene Strafminuten; +/− = Plus/Minus-Bilanz; PP = erzielte Überzahltore; SH = erzielte Unterzahltore; GW = erzielte Siegtore; 1 Play-downs/Relegation; Kursiv: Statistik nicht vollständig)